# Estado multiétnico
Un Estado multiétnico es una denominación, al menos histórica, utilizada para aquellos países que abarcan hábitats o regiones lingüísticas o culturales de varios pueblos o etnias (nacionalidades). Un Estado multiétnico no es homogéneo desde el punto de vista étnico a diferencia de un Estado monoétnico o Estado nacional que está principalmente constituido por un solo grupo étnico. Históricamente, diversos grupos étnicos han ejercido una gran influencia política y social en países y regiones a través de la inmigración, los matrimonios mixtos, el comercio, la conquista y la división de tierras tras la guerra. Por lo tanto, muchos países presentan cierto grado de multietnicidad.
El término Estado multiétnico se utiliza normalmente como una denominación ilustrativa, no como una categoría analítica. Por ello, no hay ni criterios claros sobre cuándo se puede hablar de un Estado multiétnico, ni tampoco sobre las consecuencias teóricas que pudiera acarrear. Se utiliza como epíteto frecuentemente para casos como Imperio austrohúngaro, la Unión Soviética o Yugoslavia.
En 1985, el historiador canadiense William H. McNeill impartió tres conferencias en la Universidad de Toronto sobre la multietnicidad en las culturas antiguas y modernas. El argumento principal de sus conferencias fue que era una norma cultural que las sociedades estuvieran compuestas por diferentes grupos étnicos. McNeill argumentó que el ideal de una sociedad homogénea pudo haberse desarrollado en Europa Occidental entre 1750 y 1920, a medida que la gente se convenció más de una base nacionalista única para la organización sociopolítica. McNeill creía que el deseo de naciones homogéneas comenzó a decaer durante la Primera Guerra Mundial.
Las constituciones de los países multiétnicos varían entre países descentralizados y unitarios (como el Reino Unido) y países federales (como Bélgica, Suiza y Canadá). Los partidos nacionales en estas regiones multiétnicas no son antinacionales, sino que buscan el máximo poder dentro del país. Muchas decisiones políticas en países multiétnicos se enfrentan a este dilema. 

## Ejemplos de países multiétnicos

### Históricos
| País                  | Grupos étnicos | Tiempo de existencia |
| --------------------- | --- | -------------------- |
| Imperio otomano       | Turcos, árabes, griegos, armenios, búlgaros, serbios                                                                                              | 1299-1922            |
| Imperio austrohúngaro | Alemanes, húngaros, checos, eslovacos, polacos, rumanos                                                                                           | 1867-1918            |
| Unión Soviética       | Rusos, ucranianos, bielorrusos, lituanos, letones, estonios, georgianos, armenios, azerbaiyanos, kazajos, kirguises, uzbekos, tayikos, turcomanos | 1922-1991            |
| Yugoslavia            | Serbios, croatas, eslovenos, montenegrinos, bosníacos, macedonios                                                                                 | 1945-1991            |

### Actuales
| País        | Grupos étnicos |
| ----------- | --- |
| Rusia       | Rusos, tártaros, chechenos, baskires, chuvasios, kabardinos, ingusetios, osetios, mordovinos, yakutos, buriatos, maris, udmurtos, tuvanos, cherkesos, karacháis, kalmukos, komi, balkarios, adigueses, altáis, jakasios, carelios |
| China       | Han, tibetanos, mongoles, hui, uigures, zhuang, manchúes, miao, yi |
| España      | Castellanos, catalanes, asturianos, gallegos, vascos, leoneses, aragoneses, andaluces |
| Reino Unido | Ingleses, escoceses, galeses, irlandeses, córnicos |
| Etiopía     | Afar, amhara, berta, gumuz, gurage, hadiya, harar, oromo, sidama, somalíes, tigray |
| Bélgica     | Valones, flamencos, alemanes |
| México      | Mestizos, nahuas, mayas, zapotecos, mixtecos, otomíes, totonacas, tsotsiles, tseltsales, huastecos, choles, purépechas, mixes, huicholes, tarahumaras                                                                             |